# Sisavang Vong
Sisavang Phoulivong hay Sisavang Vong (14 tháng 7 năm 1885 – 29 tháng 10 năm 1959), là quốc vương của Vương quốc Luang Phrabang và sau đó là của Vương quốc Lào từ 28 tháng 4 năm 1904 cho đến khi qua đời vào ngày 29 tháng 10 năm 1959.

## Ban đầu
Ông sinh ra tại Luang Phrabang vào ngày 14 tháng 7 năm 1885. Cha của ông là Zakarine, Quốc vương Luang Phrabang và mẹ là vương hậu Thongsy. Ông theo học tại Lycée Chasseloup-Laubat, Sài Gòn và l'École Coloniale, Paris.  Ông có tới 50 người con với 15 vợ, hai trong số đó là chị em khác mẹ và một người là cháu gái. Trong số đó, 14 người con đã chết trên sông Mê Kông khi chiếc tàu chở họ gặp nạn.
Các bà vợ của ông:
- Công chúa Kamuni (1885–1915), con gái của vương tử Ko và công chúa Duangbadani
- Khamphane (1896–1983), em gái khác mẹ; không có con
- Khamla, thường dân
- Khamboua, thường dân
- Khamtip, thường dân
- Công chúa Khamtouan của Luang Prabang, chị gái khác mẹ (1 con)
- Công chúa Kamaduni của nhà Vang Hnaxxs
- Mom Khamphoui, thường dân
- Công chúa Indrakama
- Công chúa Kamuni
- Công chúa Khamphoui, con gái của anh khác mẹ
- Chansy (1900–1984), thường dân

## Quốc vương Lào

Tượng Sisavang Vong, Quốc vương Luang Phrabāng 1904-46, Quốc vương Lào 1946–59 (Tại Bảo tàng Cung điện vương gia, Luang Phrabang)

Ông kế vị ngôi vị quốc vương Luang Prabang sau cái chết của cha vào ngày 25 tháng 3 năm 1904. Luang Phrabang là một vùng bảo hộ của Pháp thuộc Liên bang Đông Dương. Ông kế thừa ngôi vị tại Cung điện vương gia cũ ở Luang Prabang vào ngày 15 tháng 4 năm 1904, và được tôn làm vua vào ngày 4 tháng 3 năm 1905. Trong những năm đầu ông trị vì, người Pháp đã xây cho ông một cung điện hiện đại, Cung điện vương gia Luang Prabang để làm nơi trú ngụ. Vương quốc của ông hợp nhất tỉnh Houaphan năm 1931; Houakhong; Xiangkhoang và Vientiane năm 1942; Champasak và Sayboury năm 1946.
Ông là một người ủng hộ sự cai trị của Pháp tại Lào, và năm 1945 ông đã từ chối hợp tác với những người theo chủ nghĩa dân tộc Lào và rồi ông bị lật đổ khi Lào Issara tuyên bố đất nước độc lập. Tháng 4 năm 1946, người Pháp quay trở lại Lào và ông được phục vị làm quốc vương, và đây là lần đầu tiên một vị vua trị vì toàn bộ vùng đất thuộc nước Lào ngày nay.
Năm 1954 ông tổ chức Kim Hi, kỉ niệm 50 năm trị vì. Sisavang Vong là một trong những vị vua trị vì lâu nhất tại châu Á.
Khi ông lâm bệnh, ông đã chọn Thái tử Savang Vatthana làm nhiếp chính. Thái tử kế vị sau khi ông qua đời vào năm 1959. Ông được hỏa táng và chôn cất tại Wat That Luang vào năm 1961.
Đại học Sisavangvong được lấy tên của ông, song tên gọi này đã bị bãi bỏ vào năm 1975 khi chính quyền cộng sản lên nắm quyền tại Lào.
Do ông đã đóng vai trò tích cực trong việc độc lập từ Liên hiệp Pháp, tượng của ông vẫn còn tồn tại sau cách mạng cộng sản và hiện diện tại cả Luang Prabang và Vientiane.  Cả hai bức tượng đều mô tả hành động ban hiến pháp cho nhân dân.